# Olav Thon
Olav Thon, född 29 juni 1923 i Åls kommun i Buskerud, död 16 november 2024, var en norsk affärsman och huvudägare av Olav Thon Eiendomsselskap, ett bolag med stora intressen på den norska fastighetsmarknaden. År 2010 betecknades Thon av tidskriften Kapital som Norges rikaste man med en förmögenhet på 21,3 miljarder norska kronor. Thon var bosatt på Sollihøgda i Buskerud.
Thon ägde Olav Thon Gruppen, som har dotterbolag med olika verksamhet inom fastigheter, hotell och restaurang, detaljhandel och industri. År 2004 ägde koncernen bland annat 320 fastigheter i Norge och arton i utlandet, femton gallerior och 47 hotell. Under 2014 byggde Olav Thon Gruppen Nordens största matbutik i Eda kommun, vilket har en yta på 15 000 kvadratmeter.
Thon utnämndes 2013 till hedersdoktor vid Karlstads universitet.